# Оґе Бірх
Оґе Бірх (дан. Aage Birch, 23 вересня 1926 — 13 лютого 2017) — данський яхтсмен.
Срібний призер Олімпійських Ігор 1968 року в класі Дракон.